# Simon McQuoid
Simon McQuoid es un director de cine australiano. Es más conocido por dirigir Mortal Kombat (2021), y su secuela Mortal Kombat 2 (2025).

## Carrera profesional
Los antecedentes de McQuoid fueron la dirección de anuncios publicitarios y el cortometraje de 2014 The Night-time Economy.
En 2021, McQuoid hizo su debut como director con Mortal Kombat para New Line Cinema y Warner Bros. Pictures. 
En mayo de 2022, Deadline informó de que McQuoid había firmado para dirigir la película de ciencia ficción Omega para Sony Pictures Releasing.
En julio de 2022, se anunció que Mortal Kombat 2 tenía luz verde con McQuoid volviendo a dirigir.

## Filmografía
| Año  | Título               | Director | Productor | Notas               |
| ---- | -------------------- | -------- | --------- | ------------------- |
| 2014 | La Economía Nocturna | Sí       | No        | Cortometraje        |
| 2021 | Mortal Kombat        | Sí       | Sí        | Debut como director |
| 2025 | Mortal Kombat 2      | Sí       | Sí        |                     |